# 三國通覽圖說
《三國通覽圖說》是日本江戶時代林子平著的地理書・經世書。內容包括以插圖解說日本隣接的朝鮮・琉球・蝦夷三國和付近之島嶼的風俗等之書籍和地圖5幅（「三國通覽輿地路程全圖」）。天明5年（1785年）刊行。
近年此古圖受到關注是在於圖中將釣魚臺標明與中國為同色，將獨島標明與朝鮮半島為同色，挑戰了日本的當代領土觀。

## 著者
林子平在寛政改革時被松平定信認定為對幕府有危險的人物，因此其著書《海國兵談》被禁止發賣和沒收原版的處分，《三國通覽圖說》也同時被禁止發售。幕府還認定『三國通覽圖説』是「地理相違之圖」，以此為由處罰著者林子平。
但是，《三國通覽圖說》在之後由醫師桂川甫周從長崎傳到荷蘭、德國，在俄羅斯翻譯成歐洲各國語版。

## 寫本
京都大學付屬圖書館谷村文庫所藏『三國通覽圖說』寫本，其中有二種江戶時代的「琉球三省并三十六島之圖」彩色寫本，其中甲圖琉球是褐色、中國和釣魚諸島是淡褐色、日本是青綠色、台灣、澎湖是黃色；另一種乙圖，琉球是黃色、中國和釣魚諸島是粉紅色（原文作櫻色）、台灣是深灰色、日本是綠色。

### 獨島問題
據日本《餘地路程全圖》前4版記載，獨島與朝鮮半島的顏色相同，與日本不同；此外，《三國通覽圖說》也顯示獨島與當時朝鮮顏色相同。
日本史學家久保井規夫長期研究日本古地圖，認為日本官方網站上一些古地圖是偽造，他從東京、大阪、京都等地的古書店蒐集到的大量古董地圖才反應古代人的真實觀點，這些地圖中所有三國通覽圖說翻印本與上述標註相同，並非孤證。另一方面日本不喜歡此圖上的釣魚台和獨島問題，卻曾用這份地圖向美國證明小笠原群島屬日本，有荒謬性。

### 釣魚台列嶼問題
在《三國通覽圖說》中附有「琉球三省并三十六島之圖」、「三國通覽輿地路程全圖」兩圖中，繪有的釣魚台列島與中國內地同色，但與台灣不同色，對此，早在1932年日本學者栗田元次在其《日本古版地圖集成》中便逐一考察比较《圖說》中的五幅地图（除前述两图外，该书还有虾夷国图、朝鲜八道图、无人岛即小笠原羣島图，此三图与琉球国图皆为「三國通覽輿地路程全圖」之局部放大图，故共計五幅圖），对著色标准作出過詳細说明，谓：「綠：內地（指日本內地）、滿州、山；黃：台灣、朝鮮；赤：無人島、支那、堪察加半島；藍：河、海」，其「赤」中所稱的無人島在原書中及附圖中已寫明特指日本之「小笠原羣島」，因此有中國學者按此推論，除去無人島與小笠原群島外的，在圖中自然屬「支那」範圍。
然而，石井望指出林子平把釣魚島各島嶼和台灣塗成不同顏色，釣魚列島為粉紅色，台灣為黃色，在二百年前就否定了中國政府「釣魚島為台灣附屬島嶼」的官方見解。濱川今日子也指出地圖中清治時代的台灣和中國大陸亦是繪上不同顏色，因此圖說只能顯示著者林子平個人對當地的認識，不能反映日本的立場。

## 脚注
1. ↑  三國通覽圖說 Archive.today的存檔，存档日期2012-07-13 九州大學デジタルアーカイブ
2. ↑  .   [2013-11-24]. （原始内容存档于2011-12-04）.
3. ↑  平重道. . 寶文堂: 248–249. 1977  [2014-12-03]. BN04236412. （原始内容存档于2022-01-26）.
4. ↑  邱宏達，《關於中國領土的國際法問題論集修訂本》（台北：台灣商務，2004年），頁140。
5. ↑  .   [2017-08-28]. （原始内容存档于2017-08-28）.
6. ↑  栗田元次，《日本古版地圖集成》（東京，1932年），頁42~43；邱宏達，《關於中國領土的國際法問題論集修訂本》（台北：台灣商務，2004年），頁76。
7. ↑  いしゐのぞむ『尖閣反駁マニュアル百題』第245頁史料第三十五條，集廣舍2014年刊 （页面存档备份，存于）。八重山日報、平成26年1月12日第4版、石井望「尖閣諸島歴史問答～開拓の日に寄せて①尖閣を臺灣と別色に塗る地圖なのに臺灣に屬すると主張」 （页面存档备份，存于）  （页面存档备份，存于）
8. ↑   (PDF): 5.   [2012-10-09]. （原始内容 (PDF)存档于2012-07-16） （日语）.

## 關連項目
- 釣魚台列嶼主權問題
- 井上清
- 獨島

## 外部連結
- 三國通覽圖說（页面存档备份，存于）